# 362 Havnia
362 Havnia је астероид главног астероидног појаса са средњом удаљеношћу од Сунца која износи 2,577 астрономских јединица (АЈ).
Апсолутна магнитуда астероида је 9,00 а геометријски албедо 0,045.